# Virbia endomelaena
Virbia endomelaena là một loài bướm đêm thuộc phân họ Arctiinae, họ Erebidae.